# Ophisma teterrima
Ophisma teterrima är en fjärilsart som beskrevs av George Francis Hampson 1913. Ophisma teterrima ingår i släktet Ophisma och familjen nattflyn. Inga underarter finns listade i Catalogue of Life.